# تومور سلول ژانت استخوان
تومور سلول ژانت استخوان که تومور ژانت سل (انگلیسی: Giant-cell tumor of bone) هم نامیده شده از جمله تومورهای خوش‌خیم است که بیشتر در اطراف زانو ایجاد می‌شود. نام این تومور را به خاطر نوع سلول‌هایی که در زیر میکروسکوپ از این تومور می‌توان دید سلول ژانت یا همراه با سلول‌های غول‌پیکر گذاشته‌اند.
از لحاظ رفتار یک تومور حد واسط است یعنی گرچه خوش‌خیم است ولی خصوصیات تهاجمی داشته و شباهت‌هایی به تومورهای بدخیم دارد. در سنین ۴۰–۲۰ سال تظاهر می‌کند.
این تومورها تقریباً همیشه در ناحیه سر استخوان دیده می‌شود یعنی قسمتی از استخوان که نزدیک مفصل است. محل‌هایی که این تومور دیده می‌شود اطراف مفصل زانو (پایین ران یا بالای درشت‌نی)، زند بالایی در نزدیکی مچ دست، بالای استخوان ران و بالای استخوان بازو است. به ندرت ممکن است سلول‌های تومور به ریه انتشار پیدا کنند.